# Ferrara di Monte Baldo
Ferrara di Monte Baldo település Olaszországban, Veneto régióban, Verona megyében. Lakosainak száma 269 fő (2023. január 1.). Ferrara di Monte Baldo Brentino Belluno, Brenzone, Malcesine, San Zeno di Montagna, Avia és Caprino Veronese községekkel határos.

## Népesség
A település népességének változása:
| Lakosok száma | 194  | 273  | 269  |
|               | 2008 | 2018 | 2023 |